# Гроповиздомо (Пјаченца)
Гроповиздомо је насеље у Италији у округу Пјаченца, региону Емилија-Ромања.
Према процени из 2011. у насељу је живело 56 становника. Насеље се налази на надморској висини од 569 м.